# Vechtekurier
Der VechteKURIER war ein Anzeigenblatt für den Landkreis Grafschaft Bentheim, benannt nach dem Fluss Vechte, der durch die Grafschaft Bentheim fließt. Das Blatt erreichte etwa 150.000 Leser und erschien vierzehntäglich.
Seit Oktober 2009 war der VechteKURIER mit seinem Nachrichten-Portal im Internet auch tagesaktuell vertreten. Es nutzten rund 20.000 Unique User monatlich das Nachrichten-Portal.

## Geschichte
Der VechteKURIER wurde 1979 in der Niedergrafschaft durch die Kaufmannschaft in der Gemeinde Emlichheim als Werbe- und Informationszeitschrift gegründet. Nordhorner Unternehmer kauften im Jahr 2007 der Kaufmannschaft das Werbeblatt ab, mit dem Versprechen, die traditionellen Werbebotschaften und aktuellen Inhalte aus der Niedergrafschaft weiter zu publizieren und auszubauen. Der VechteKURIER konnte seitdem seine Auflage von 5000 auf ca. 60.000 Exemplare steigern.
Neben der Ausgabe für den Bereich Emlichheim wurde im Jahr 2008 für die Region Neuenhaus/Uelsen erstmals eine weitere Ausgabe veröffentlicht. Die Erstveröffentlichung für den Bereich Nordhorn und die Obergrafschaft fiel in das darauf folgende Jahr.
Seit Mitte 2011 wurden die Teilausgaben Neuenhaus/Uelsen und Nordhorn und die Obergrafschaft zusammengefasst. Seither wurde neben dem zweimonatlich erscheinenden VechteKURIER in Emlichheim eine einzige Ausgabe für die gesamte Grafschaft Bentheim und angrenzende Gebiete der Niederlande veröffentlicht. Seit 2012 gab es bis zur Einstellung im Jahr 2013 nur noch eine grafschaftweite gemeinsame Ausgabe, die – wie bislang – vierzehntäglich erschien.